# بچه کاراته‌کار (مجموعه فیلم)
بچه کاراته‌کار (به انگلیسی: The Karate Kid) یک مجموعه از فیلم‌های درام آمریکایی در سبک هنرهای رزمی است که توسط رابرت مارک کامن نوشته و خلق شده‌است. این فیلم‌ها سفر نوجوانان مختلف را دنبال می‌کند که توسط یک مربی باتجربه، هنرهای رزمی را آموزش می‌دهند تا پس از مورد آزار و اذیت قرار گرفتن بتوانند تسلط خود را بر دیگران نشان دهند.
مجموعه فیلم اصلی به عنوان یک چهارگانه شروع شد و با اکران بچه کاراته‌کار (۱۹۸۴) آغاز شد. پس از موفقیت آن سه دنباله تولید شد: بچه کاراته‌کار، قسمت دوم (۱۹۸۶)، بچه کاراته‌کار، قسمت سوم (۱۹۸۹) و بچه کاراته‌کار بعدی (۱۹۹۴). در سال ۲۰۱۰، یک بازسازی باهمان عنوان بچه کاراته‌کار (فیلم ۲۰۱۰) با خط داستانی مشابه اما با مجموعه‌ای از شخصیت‌های متفاوت منتشر شد. با وجود حفظ عنوان اصلی، بازسازی بر روی کونگ‌فو تمرکز داشت، زیرا داستان فیلم در چین می‌گذشت. ششمین فیلم با عنوان بچه کاراته‌کار: افسانه‌ها در سال ۲۰۲۵ با بازی جکی چان (استاد هان) و رالف ماکیو (سنسی دنیل لاروسو) منتشر شد.
سریال کبرا کای (۲۰۱۸–۲۰۲۵) ادامه فیلم ۱۹۸۴ را روایت می‌کند جاش هیلد، جان هورویتز و هایدن شلوسبرگ در حالی که مستقیماً بر اساس شخصیت‌های مارک کامن ساخته شده بودند، این سریال را ساختند. در کنار این فیلم‌ها، مجموعه‌ای انیمیشنی بنام بچه کاراته‌کار (مجموعه تلویزیون) در سال ۱۹۸۹ و بازی‌های ویدیویی در میان کالاهای دیگر نیز منتشر شده‌است.

## فیلم‌ها
- بچه کاراته‌کار (۱۹۸۴)
- بچه کاراته‌کار، قسمت دوم (۱۹۸۶)
- بچه کاراته‌کار، قسمت سوم (۱۹۸۹)
- سریال انیمیش بچه کاراته‌کار (۱۹۸۹)
- بچه کاراته‌کار بعدی (۱۹۹۴)
- بچه کاراته‌کار (۲۰۱۰) - بازسازی نسخه ۱۹۸۴
- سریال اینترنتی کبرا کای (۲۰۱۸ تا ۲۰۲۵) - ۶۵ قسمت
- بچه کاراته‌کار: افسانه‌ها (۲۰۲۵)